# Henriette Frölich
Henriette Frölich (* 28. Juli 1768 in Zehdenick an der Havel; † 5. April 1833 in Berlin; geboren als Dorothea Friederica Henrietta Rauthe; Pseudonym: Jerta) war eine deutsche Schriftstellerin.

## Leben
Henriette Frölich war die Tochter des königlichen Hofkommissarius Christian Rauthe. Sie hatte zahlreiche Geschwister und erhielt durch eine französische Gouvernante eine nur unzureichende Bildung, weshalb sie sich später selbst fortbildete. Vermutlich wuchs sie im Alter von zehn bis sechzehn Jahren in Berlin auf, wo ihr Vater für die Beleuchtung des Berliner Schlosses zuständig war.
Im Mai 1789 heiratete sie den Schriftsteller und Reformer Carl Wilhelm Frölich, der beim Generalpostamt Berlins angestellt war. Ihr Haus wurde zum Treffpunkt der Berliner Aufklärer und sie selbst veröffentlichte in einem Musen-Almanach. 1792 trat ihr Mann aus dem Staatsdienst aus und versuchte sich auf dem Erbpachtgut Scharfenbrück bei Luckenwalde eine neue Existenz aufzubauen. Aus der folgenden Zeit stammten die meisten der gemeinsamen zehn Kinder.
1806 wurde das Gut von französischen Truppen geplündert; seitdem war die Familie in finanzieller Bedrängnis. Bei der Plünderung gingen auch große Teile von Henriette Frölichs literarischen Arbeiten verloren, darunter auch Das Rosenmädchen, welches sie daraufhin ein zweites Mal verfasste. 1813 wurde das Anwesen im Verlauf der Befreiungskriege gänzlich verwüstet und Henriette Frölich zog mit ihrer Familie zurück nach Berlin, wo ihr Mann eine Lesehalle und Leihbibliothek gründete, damit allerdings in den 1820er Jahren erneut bankrottging. Frölich fand danach ein Zuhause in Berlin bei ihrem ältesten Sohn.
Bekannt wurde die Autorin für ihren 1819 (vordatiert auf 1820) erschienen Briefroman Virginia oder die Kolonie von Kentucky, den sie unter dem Pseudonym „Jerta“ veröffentlicht hat. Darin entwarf sie ein gesellschaftlich-utopisches Idealbild, welches nach Vorbild der französischen Republik gestaltet war und sogar den Frauen bereits ein Wahlrecht gewährt (mit ½ Stimme pro Frau). Zu ihren Lebzeiten fand das Werk jedoch kaum Resonanz.

## Werke
- Gedichte im Berlinischen Musenalmanach für 1791
- Das Rosenmädchen (Lustspiel, vor 1806 sowie 1815; beide Fassungen verloren)
- Graf Heinrich (oder Heinrich Graf?) (Erzählung in: Johanneswürmchen von Tennelly, 1819)
- Virginia oder Die Kolonie von Kentucky. Mehr Wahrheit als Dichtung. (Roman, 1. Teil 1820 Digitalisat und Volltext im Deutschen Textarchiv, 2. Teil 1820 Digitalisat und Volltext im Deutschen Textarchiv) (Neuauflage 2015, ISBN 978-3-8430-9524-2)
- Das Vorgefühl (Erzählung in: Der Freimüthige für Deutschland von Symanski, 1820)